# Ikona Kraljice Franjevačke obitelji

Ikona Kraljice Franjevačke obitelji (lat. Ikona Regina Familiae Franciscanae) katolička je ikona posvećena Blaženoj Djevici Mariji nastala 2018. godine u Litvi. Blagoslovljena je 17. ožujka 2018. godine u Medininkaiu u Litvi te onda putuje po bratstvima Franjevačkoga svjetovnoga reda i Franjevačke mladeži diljem Europe, uključujući i Hrvatsku.
Ikona Blažene Djevice Marije Kraljice franjevačke obitelji nastala je 2018. u Litvi uoči 3. europskoga kongresa Franjevačkoga svjetovnoga reda i Franjevačke mladeži. Od rujna 2022. do Pepelnice 22. veljače 2023. ikona se privremeno nalazila u Hrvatskoj, dok nije obišla sva franjevačka bratstva. Na samoj ikoni prikazana je Blažena Djevica Marija koja u naručju nosi Isusa. Kao i druge ikone, i ova je puna simbolike. A franjevačko ozračje na ovoj ikoni ispod slike Blažene Djevice Marije s Isusom daju likovi – i relikvije– svetoga Franje, svete Klare i svete Elizabete Ugarske.
Misija, cilj hodočašća ikone posjetiti je sva mjesna bratstva Franjevačkoga svjetovnoga reda i Franjevačke mladeži i na taj način pridonijeti rastu osjećaja pripadnosti franjevačkoj obitelji i povezivanju franjevačke obitelji u Europi te ostvariti zajedništvo u molitvi.